# Franciszek Zieliński (podoficer)
Franciszek Zieliński (ur. 16 października 1893 w Słaboszewku, zm. w 1927) – żołnierz armii niemieckiej, powstaniec wielkopolski, podoficer Wojska Polskiego w II Rzeczypospolitej, kawaler Orderu Virtuti Militari.

## Życiorys
Urodził się 16 października 1893 w rodzinie Piotra i Józefy z Pawelczaków. Od 7 do 14 roku życia uczęszczał do szkoły powszechnej w Słaboszewie, a następnie praktykował kowalstwo w warsztacie ojca.
Od 7 października 1913 służył w niemieckim 2 pułku kirasjerów w Pasewalku. 2 sierpnia 1914 wyruszył na front do Francji. W 1916 został podoficerem. 7 listopada 1918 wyjechał w rodzinne strony na urlop, z którego nie wrócił z powodu rewolucji listopadowej.
1 stycznia 1919 wstąpił do oddziałów powstańczych. Na czele zorganizowanej w Barcinie kompanii, walczył w powstaniu wielkopolskim na froncie północnym pod Szubinem. Za waleczność awansowany został na stopień sierżanta sztabowego. Potem pełnił obowiązki dowódcy 8 kompanii 4 pułku strzelców wielkopolskich. 6 listopada 1919 na własną prośbę przeszedł do batalionu zapasowego pułku, a 16 grudnia mianowany został dowódcą 20 kompanii V batalionu 1 pułku rezerwowego. Batalion sformowany w Rakoniewicach przez ppor. Jana Wagnera został wcielony do 2 pułku rezerwowego jako IV batalion, a dowodzona przez sierżanta sztabowego Dranciszka Zielińskiego kompania przemianowana na 16 kompanię. 26 stycznia 1920 macierzysty oddział został przemianowany na 159 pułk piechoty wielkopolskiej, późniejszy 74 pułk piechoty.
4 czerwca 1920 otrzymał rozkaz aby swoją kompanią zaatakować silne umocnione pozycje bolszewickie na dworcu Worapajewo. Dzięki jego osobistej odwadze i umiejętność dowodzenia kompanią stację zdobyto. Następnego dnia Zieliński zdobył km.. 4 lipca w bitwie pod Filipowem został ranny w głowę i stracił prawe oko. Za bohaterstwo w walce odznaczony został Krzyżem Srebrnym Orderu Virtuti Militari. Leczył się w szpitalach w Częstochowie i Poznaniu do 26 listopada 1920. Następnie został przydzielony do batalionu zapasowego 59 pułku piechoty w Inowrocławiu, a 3 stycznia 1921 przeniesiony do 74 pułku piechoty, w którym pełnił służbę na stanowisku młodszego oficera kompanii.
Był żonaty z Agnieszką, z którą miał czworo dzieci: Bogdana (ur. 1919), Bolesławę Marię Magdalenę (ur. 1923), Piotra (ur. 1925) i Franciszkę Janinę (ur. 1927).

## Ordery i odznaczenia
- Krzyż Srebrny Orderu Wojskowego Virtuti Militari nr 4697[1]
- Krzyż Niepodległości – pośmiertnie 27 czerwca 1938 „za pracę w dziele odzyskania niepodległości”[6][7][8]
- Krzyż Walecznych dwukrotnie[1][9]